# Menih
Menih (tudi redovnik, ker po navadi pripada določenemu cerkvenemu redu) je oseba posvečenega življenja, ki svoje življenje posveča višjemu cilju (npr. Bogu). Za ženske se uporablja izraz nuna ali redovnica. Glede na način življenja obstajata v osnovi dve vrsti menihov:
- puščavniki (tudi eremiti, hermiti ali anahoreti živijo v samoti)
- cenobiti (iz grško Koinos bios, skupno življenje; živijo v skupnosti).

## Meništvo v različnih verstvih

### Tradicija krščanskih Cerkva
Krščanske Cerkve poznajo obe obliki meniškega življenja. Puščavniška oblika je starejša, izvira od učenja sv. Antona Puščavnika in je značilnejša za Vzhod ter pravoslavne Cerkve, medtem ko je cenobitska mlajša in jo je ustanovil sv. Pahomij Egiptovski v 4. stoletju. Učenje sv. Pahomija je kasneje dopolnil sv. Vasilij, za njim pa v 6. stoletju še Benedikt Nursijski, ki je s svojimi somišljeniki živel v odmaknjenem samostanu na Monte Cassinu. Napisal je ti. Benediktovo pravilo (Regula Benedicti), ki služi kot osnova za redovna pravila mnogim cerkvenim redovom katoliške Cerkve (na čelu seveda z benediktinci). Sv. Benedikta prav zaradi njegovega prispevka imenujejo oče in zavetnik Zahodnega meništva. Krščanski menihi in nune ob vstopu v redovno življenje navadno podajo tri zaobljube: čistosti, uboštva in poslušnosti.

#### Rimskokatoliška cerkev
Največ cerkvenih redov, tako ženskih kot moških, obstaja v okviru Rimokatoliške cerkve. Večinoma so organizirani na cenobitični način - samostanska družina torej skupaj biva, dela in moli. Pomembno izjemo predstavljajo kartuzijani, red iz konca 11. stoletja, ki na svojstven način združuje samotarski in skupni način življenja. Kartuzijanski menihi, katerih zgornje število v posameznem samostanu je praviloma omejeno na 13 (zgled Kristusa in 12 apostolov), namreč večino časa preživijo kot puščavniki vsak v svoji celici (majhni dvonadstropni hišici vzdolž t. i. [križni hodnik|križnega hodnika]]), kjer delajo, molijo, jedo in spijo, srečujejo pa se zgolj na skupnih molitvah v cerkvi, ob prazničnih dneh na skupnem kosilu in na nedeljskih sprehodih v naravi.
Za vstop v katerikoli cerkveni red mora menih ali nuna dokazati svojo pripravljenost na različne načine, predvsem pa mora prestati preizkusno dobo ali noviciat, ki od reda do reda traja različno dolgo, po navadi pa okoli leta dni. Nato lahko poda začasne zaobljube, ki ga zavezujejo praviloma za tri leta. Te lahko po preteku obnovi, a največ dvakrat. To tedaj pomeni že 10 let življenja pod zaobljubo (leto noviciata plus tri krat po tri leta začasnih zaobljub). Vsakokrat, ko poteče preizkusna doba, lahko novic bodisi odide ali pa poda večne zaobljube, ki ga zavezujejo do smrti. S tem dejanjem postane polnopravni član redovne skupnosti.
Omembe vredna je še delitev menihov na:
- brate ali fratre
- patre

Patri (latinsko pater, oče) so posvečeni v duhovnike, torej menihi-duhovniki, medtem ko bratje (tudi laiki, laični bratje) nimajo mašniškega posvečenja. So torej menihi, saj so podali redovne zaobljube, niso pa duhovniki in ne smejo maševati.

#### Pravoslavne Cerkve
V pravoslavni Cerkvi obstaja le en meniški red (red sv. Vasilija), čeprav meništvo sicer ni redko. Razlogi ležijo v zgodovinskih okoliščinah - delno v določilih 4. vesoljnega cerkvenega zbora v Kalcedonu (ali Halkedonu, antičnem mestu pri Bosporju) leta 451, ki daje škofu izključno pravico dovoliti ali odkloniti prošnjo za ustanovitev novega samostana na ozemlju njegove škofije, delno pa najbrž v dejstvu, da so nekatere od pravoslavnih Cerkva v zgodovini delovale v islamskih državah in so bile tako do neke mere omejene v razvoju.